# Microsoft Certified Solutions Developer
Microsoft Certified Solutions Developer (MCSD) ist eine vom Software-Unternehmen Microsoft angebotene Zertifizierung, die sich vor allem an Softwareentwickler richtet. Mit dieser Zertifizierung wird nachgewiesen, dass der Entwickler die Fähigkeiten besitzt, mobile Anwendungen oder Webanwendungen und -dienste zu erstellen. Im Mittelpunkt stehen dabei die Technologien Microsoft Azure, C#, SharePoint und Visual Studio, .NET und HTML.
Die MCSD-Zertifizierung sollte zum 30. Juni 2020 durch Microsoft eingestellt werden, aufgrund der Corona-Pandemie verschiebt sich die Einstellung auf den 31. Januar 2021.

## MCSD: App Builder
Ende März 2017 hat Microsoft einige Veränderungen an den verfügbaren Zertifizierungen vorgenommen, so dass es jetzt nur noch die Zertifizierung zum MCSD: App Builder gibt. Um die Zertifizierung zu erreichen, muss man das Zertifikat MCSA: Web Applications oder MCSA: Universal Windows Platform besitzen und eine der folgenden Prüfungen bestehen. Um die Zertifizierung aktuell zu halten, muss im folgenden Jahr eine weitere der Wahlprüfungen abgelegt werden.
- Prüfung 70-357: Developing Mobile Apps
- Prüfung 70-480: Programming in HTML5 with JavaScript and CSS3
- Prüfung 70-483: Programming in C#
- Prüfung 70-486: Developing ASP.NET MVC Web Applications
- Prüfung 70-487: Developing Microsoft Azure and Web Services

## Vorgängerzertifizierungen
Für die folgenden MCSD-Zertifizierungen werden seit Ende März 2017 keine Prüfungen mehr angeboten:
- MCSD: Windows Store Apps Using HTML5
- MCSD: Windows Store Apps Using C#
- MCSD: Web Applications
- MCSD: SharePoint Applications
- MCSD: Application Lifecycle Management

## Prüfungsabnahme
Die Prüfungen für die MCSD-Zertifizierung können in jedem Pearson-VUE-Testcenter abgelegt werden und sind somit weltweit einheitlich und international anerkannt. Entwickler können damit ihre Fachkompetenz im Umgang mit Microsoft-Technologien nachweisen.